# Konfutse
Konfutse (kinesisk: 孔夫子 Kǒngfūzǐ; eller 孔子 Kǒngzǐ), også kendt under navnet Confucius, Konfucius, Kong Fuzi, Kon-fut-se eller Kung Fu-tzu, var en kinesisk embedsmand og filosof. Han levede ca. 551-479 f.Kr. Centralt i hans filosofi er vigtigheden af udøvelse af praktiske moralske værdier. Hans elever og følgesvende udgav ideerne på tryk efter hans død. Konfutse udøvede stor indflydelse i det kinesiske samfund. Blandt andet skulle kandidater til offentlige embeder påvise kendskab til hans tanker igennem eksamination i dem.